# Литургические книги латинского обряда
Литургические книги римского обряда — книги, используемые для богослужений и молитв, состав и текст которых официально утверждены в Католической церкви латинского (римского) обряда.
В названии некоторых из этих книг используется прилагательное «Римский», чтобы отличать их от богослужебных книг, предназначенных для использования в других литургических обрядах. Примером может служить «Римский миссал».
До реформ Второго Ватиканского собора литургических книг насчитывалось семь:
- Миссал — чинопоследование мессы.
- Бревиарий — чинопоследование Литургии часов.
- Римский понтификал — чинопоследование обрядовых действий, выполняемых епископами.
- Римский ритуал — чинопоследование обрядовых действий, выполняемых священниками и диаконами и не включённых в миссал и бревиарий.
- Римский мартиролог — мартиролог латинского обряда, перечень святых с датами празднования их памяти.
- Градуал — сборник песнопений, предназначенных для исполнения на мессе.
- Антифонарий — сборник антифонов и прочих песнопений для Литургии часов.

После Второго Ватиканского собора в Католической церкви были возрождены в качестве отдельных литургических книг лекционарий и евангелиарий. В действительности, точное число литургических книг остаётся в настоящее время неопределённым, так пятая редакция «Инструкции по должному применению Конституции о священной Литургии Sacrosanctum Concilium», вышедшая в 2001 году, в списке предписывает нормы не только для всех вышеперечисленных книг, но и для сборников пассий (богослужений, посвящённых Страстям Христовым), сборников молитв к Деве Марии, общего римского календаря и других книг